# Batilly (Orne)
Batilly és un municipi francès situat al departament de l'Orne i a la regió de Normandia. L'any 2007 tenia 175 habitants.

## Demografia

### Població
El 2007 la població de fet de Batilly era de 175 persones. Hi havia 56 famílies de les quals 13 eren unipersonals (4 homes vivint sols i 9 dones vivint soles), 13 parelles sense fills i 30 parelles amb fills.
La població ha evolucionat segons el següent gràfic:
Habitants censats

### Habitatges
El 2007 hi havia 87 habitatges, 63 eren l'habitatge principal de la família, 14 eren segones residències i 10 estaven desocupats. Tots els 87 habitatges eren cases. Dels 63 habitatges principals, 55 estaven ocupats pels seus propietaris, 5 estaven llogats i ocupats pels llogaters i 2 estaven cedits a títol gratuït; 1 tenia una cambra, 3 en tenien dues, 4 en tenien tres, 22 en tenien quatre i 32 en tenien cinc o més. 50 habitatges disposaven pel capbaix d'una plaça de pàrquing. A 27 habitatges hi havia un automòbil i a 31 n'hi havia dos o més.

### Piràmide de població
La piràmide de població per edats i sexe el 2009 era:
| Homes | Edats   | Dones |
| ----- | ------- | ----- |
| 0     | 95 o +  | 0     |
| 0     | 90 a 94 | 0     |
| 0     | 85 a 89 | 0     |
| 4     | 80 a 84 | 0     |
| 4     | 75 a 79 | 4     |
| 4     | 70 a 74 | 4     |
| 8     | 65 a 69 | 8     |
| 0     | 60 a 64 | 4     |
| 0     | 55 a 59 | 0     |
| 0     | 50 a 54 | 4     |
| 4     | 45 a 49 | 8     |
| 8     | 40 a 44 | 4     |
| 12    | 35 a 39 | 8     |
| 0     | 30 a 34 | 8     |
| 4     | 25 a 29 | 0     |
| 0     | 20 a 24 | 4     |
| 0     | 15 a 19 | 0     |
| 4     | 10 a 14 | 12    |
| 8     | 5 a 9   | 8     |
| 4     | 0 a 4   | 8     |

## Economia
El 2007 la població en edat de treballar era de 102 persones, 70 eren actives i 32 eren inactives. De les 70 persones actives 61 estaven ocupades (36 homes i 25 dones) i 9 estaven aturades (3 homes i 6 dones). De les 32 persones inactives 6 estaven jubilades, 12 estaven estudiant i 14 estaven classificades com a «altres inactius».

### Ingressos
El 2009 a Batilly hi havia 61 unitats fiscals que integraven 166 persones, la mediana anual d'ingressos fiscals per persona era de 16.164 €.

### Activitats econòmiques
Dels 5 establiments que hi havia el 2007, 1 era d'una empresa de construcció, 2 d'empreses de transport, 1 d'una empresa d'hostatgeria i restauració i 1 d'una empresa de serveis.
L'únic servei als particulars que hi havia el 2009 era un paleta.
L'any 2000 a Batilly hi havia 9 explotacions agrícoles.

## Poblacions més properes
El següent diagrama mostra les poblacions més properes.